# Отпояваща помпа
Помпата за отпояване служи за отнемане на втечнения припой при отпояване на една спойка.

## Ръчни помпи за отпояване
Когато един електронен елемент, който трябва да се свали от една печатна платка, е споен с повече от един извод към платката, трябва да се нагреят едновременно всички спойки. Това в повечето случаи е свързано с опасност от повреда на елемента или платката. Затова последователно трябва да се отстрани припоят от всички спойки на елемента. Мястото на спойката се загрява над точката на топене на припоя и той се отстранява с помпа за отпояване или със специален меден шнур за отпояване.
Една обикновена помпа за отпояване има устойчив към топлината пластмасов връх, обикновено от тефлон, върху който течният припой не се залепва. В помпата се създава ниско налягане, което засмуква течния припой и въздух. Върхът трябва да има сравнително тесен отвор, за да бъде достатъчно голяма скоростта, с която въздухът преминава през него, за да увлече и по-тежкия течен припой, но не и толкова, че да се запуши от припоя.
Простите ръчни помпи за отпояване се състоят от цилиндър, бутало в него и спирална пружина, която при началото на работа е свита. С натискането на един бутон пружината се освобождава и движещото се назад бутало създава подналягане в предната част на цилиндъра. Влизащият отвън въздух увлича течния припой от спойката. Качествените помпи имат механизъм за компенсация на удара на буталото и по този се предпазва пластмасовият връх да не удари спойката.

## Електрически помпи за отпояване
В професионалната област има електрически помпи за отпояване, които имат електрически нагряващ се накрайник за отпояване и вакуумна система. Засмукването може да бъде от централна вакуумна система, от собствена вакуумна помпа или да се създава от дюза на Вентури с използването на сгъстен въздух.

## Почистване на отпояващите помпи
При ръчните помпи припоят се събира в цилиндъра и при повторното стягане на пружината излиза в по-голямата си част навън. При основно почистване на помпата трябва да се отстрани отпадният припой с разглобяване.